# Мокрыж
Мо́крыж — деревня в Железногорском районе Курской области. Входит в состав Кармановского сельсовета.

## География
Расположена в 23 км к юго-западу от Железногорска на одноимённом ручье Мокрыже, притоке Свапы. До 1980-х годов между деревней и Свапой находилось обширное болото с очагами водяного зеркала. Затем была проведена мелиорация и болото было осушено. Равнина, образовавшаяся на месте болота, использовалась для выгула скота.

## Этимология
Название деревни происходит от ручья Мокрыж, на котором она расположена. Ручей, в свою очередь, получил название от слова «мокрый».

## История
Деревня Мокрыж упоминается в Писцовых книгах Усожского стана Курского уезда с 1628 года как поселение служилых людей Машкины́х, позднее переведённых в разряд однодворцев.
С 1640-х годов в Мокрыже упоминается поместье дворянина Михаила Антиповича Анненкова. Владения М. А. Анненкова унаследовал его сын Аким Михайлович, после смерти которого в 1680-х годах поместье на ручье Мокрыже было разделено между его пятью сыновьями. Анненковы владели землями и крестьянами в Мокрыже вплоть до второй половины XIX века.
Лично свободные потомки служилых людей, однодворцы Машкины, проживали в более высокой правобережной части деревни. Крепостные крестьяне, принадлежавшие Анненковым и другим помещикам, проживали на более низком левом берегу ручья.
По данным 1-й ревизии 1719 года в Мокрыже жили однодворцы Машкины (4 двора) и крепостные различных помещиков: Ильи Андреевича Колпакова (23 души мужского пола), Василия Акимовича Анненкова (48 д.м.п.), Герасима Акимовича Анненкова (27 д.м.п), Петра Васильевича Анненкова (40 д.м.п.). Также здесь жил помещик Василий Ефремович Машкин с семьёй (10 д.м.п.) и крепостными (24 д.м.п.). Всего в то время в деревне проживало 194 души мужского пола. С учётом женского пола население Мокрыжа составляло более 350 человек.
По данным 10-й ревизии 1858 года в Мокрыже жили однодворцы Машкины (8 дворов) и Грамаздины (1 двор) — всего 89 однодворцев (41 мужчина и 48 женщин) в 9 дворах. Также здесь жили 2 семьи однодворческих крестьян, принадлежавшие Машкиным и состоявшие из 19 человек, и 1 семья вольных хлебопашцев Степановых, состоявшая из 3-х человек. Остальное население деревни составляли крепостные помещицы Олимпиады Викторовны Ясинской (73 души мужского пола).
В 1862 году в деревне было 29 дворов, проживало 304 человека (142 мужчины и 162 женщины). Позже была открыта земская школа. Жители Мокрыжа были прихожанами Пятницкой церкви села Погорельцево.
В 1900 году в Мокрыже проживало 474 человека (235 мужского пола и 239 женского).
В 1930 году в Мокрыже был организован колхоз имени Ворошилова, однако многие хозяйства деревни были зажиточными и отказались в него вступать. За это 68 жителей деревни подверглись репрессиям, многие из них были сосланы в северные области СССР.
В 1937 году в Мокрыже было 148 дворов. До Великой Отечественной войны на северо-восточной окраине деревни, на поле между Мокрыжем и Погорельцевым, стояли 2 ветряные мельницы. 
Во время Великой Отечественной войны, с октября 1941 года по февраль 1943 года, деревня находилась в зоне немецкой оккупации.
В 1950 году мокрыжский колхоз имени Ворошилова был присоединён к колхозу имени Куйбышева (центр в д. Снецкое).
В 1960 году в 1 км к северу от деревни была проложена железнодорожная линия Арбузово — Михайловский Рудник.
В конце 1960-х годов из-за небольшого количества учеников была закрыта Мокрыжская школа.

## Административная принадлежность
- 16ХХ—1779 годы — в составе Усожского стана Курского уезда
- 1779—1861 годы — в составе Дмитриевского уезда
- 1861—188Х годы — в составе Кармановской волости Дмитриевского уезда
- 188Х—1918 годы — в составе Генеральшинской волости Дмитриевского уезда
- 1918—1924 годы — административный центр Мокрыжанского сельсовета Генеральшинской волости Дмитриевского уезда
- 1924—1928 годы — административный центр Мокрыжанского сельсовета Льговского уезда
- 1928—1930 годы — административный центр Мокрыжанского сельсовета Дмитриевского района
- 1930—1935 годы — в составе Погорельцевского сельсовета Дмитриевского района
- 1935—1963 годы — в составе Погорельцевского сельсовета Михайловского района
- 1963—1965 годы — в составе Погорельцевского сельсовета Дмитриевского района
- 1965—1989 годы — в составе Погорельцевского сельсовета Железногорского района
- 1989—2017 годы — в составе Снецкого сельсовета Железногорского района
- С 2017 года — в составе Кармановского сельсовета Железногорского района

## Население
| 1862 | 1883 | 1897 | 1905 | 1979 | 2002 | 2010 |
| ---- | ---- | ---- | ---- | ---- | ---- | ---- |
| 304  | ↗504 | ↗546 | ↘477 | ↘275 | ↘124 | ↘105 |

## Фамилии
Издавна в Мокрыже жили люди с фамилиями: Аносовы, Колупаевы, Машкины, Просолуповы, Сазоновы, Степановы, Сумины, Яковлевы.